# Tisíciletá lípa (Krásná Lípa)
Tisíciletá lípa
 byl památný strom, který rostl ve východní části města Krásná Lípa.

## Základní údaje
- název: Tisíciletá lípa
- věk: ?
- sanace: vazba

Lípa rostla ve východní části města na mírném svahu. Nízký kmen se dělil na čtyři kosterní větve, z nichž jedna vybíhala téměř vodorovně a až poté se stáčela vzhůru. Již v první polovině 20. století byly větve zajištěné bezpečnostní vazbou a vodorovná podepřena dřevěnou konstrukcí. Strom již neexistuje, datum zániku není známé. V místě byla vysazena mladší lípa.
Dobové fotografie tisícileté lípy se objevily na několika pohlednicích.

## Památné a významné stromy v okolí
- Buky na Dymníku, 3,1 km s. (50°56′34″ s. š., 14°31′29″ v. d.)
- Fořtovská lípa, 4,4 km zsz. (50°55′37″ s. š., 14°27′35″ v. d.)
- Lípa na Sedle, 5,2 km jz. (50°52′20″ s. š., 14°29′20″ v. d.)
- Lípa u Vlčí Hory, 3,2 km zsz. (50°55′29″ s. š., 14°28′35″ v. d.)